# Цуканов, Андрей Константинович
Андрей Константинович Цуканов (18 февраля 1975) — российский игрок в мини-футбол, тренер. Мастер спорта по мини-футболу.

## Биография
Выступал за команды «Спартак» Москва, чемпион России 2000/01 и «Спарта-Щёлково».
Имеет высшее физкультурно-педагогическое образование, тренерскую лицензию категории В.
С 12 октября 2012 по 24 августа 2013 — тренер юношей клуба «Газпром-Югра». С 11 сентября 2013 по 2 сентября 2015 — тренер московского «Спартака», с 1 сентября 2014 по 2 сентября 2015 — тренер дубля «Спартака». С 2 сентября 2015 по 2 сентября 2016 — главный тренер дубля «Газпрома-Югры», с 8 декабря 2015 — главный тренер юношей клуба. С 2 сентября 2016 — главный тренер московского «Спартака».